# Макфарлейн, Дейв
Дейв Макфарлейн (англ. Dave MacFarlane; 16 января 1967 — 30 октября 2013) — шотландский профессиональный футболист, который провёл большую часть карьеры в «Килмарнок».
Макфарлейн начал свою карьеру в молодёжном составе «Эйр Юнайтед», где играл до перехода в «Рейнджерс». За время на «Айброкс» он сыграл семь матчей в чемпионате и в октябре 1986 года завоевал медаль победителя Кубка Лиги, когда он вышел во втором тайме финала на замену в матче против «Селтика», «Рейнджерс» выиграли со счётом 2:1. Макфарлейн также отдавался в аренду «Килмарнок» и «Данди», в итоге в 1988 году подписал с первым контракт на постоянной основе. Он провёл почти два сезона на «Регби Парк».
После недолгого пребывания в «Партик Тисл» Макфарлейн перешёл в австралийский «Саншайн», его последним клубом стал любительский «Гленафтон Атлетик», который тренировал бывший вратарь сборной Шотландии, Алан Раф. Он стал игроком основы клуба и играл в трёх финалах шотландского кубка юниоров подряд, выиграв трофей в 1992 году.